# Rodoguna (filha de Artaxerxes II)
Rodoguna (em grego: Ῥοδογούνη) foi uma princesa aquemênida, filha de Artaxerxes II e Estatira. Por razões dinásticas, ela foi dada em casamento a Orontes I, sátrapa da Armênia. Seu nome provavelmente é derivado do antigo termo persa Vṛda-gaunā-, que significa “rosado”.
Seu casamento foi o elo da dinastia aquemênida com a dinastia orôntida, que governou a Armênia por séculos como sátrapas e reis e mais tarde como reis de Sofena e Comagena.